# Joan-Daniel Bezsonoff

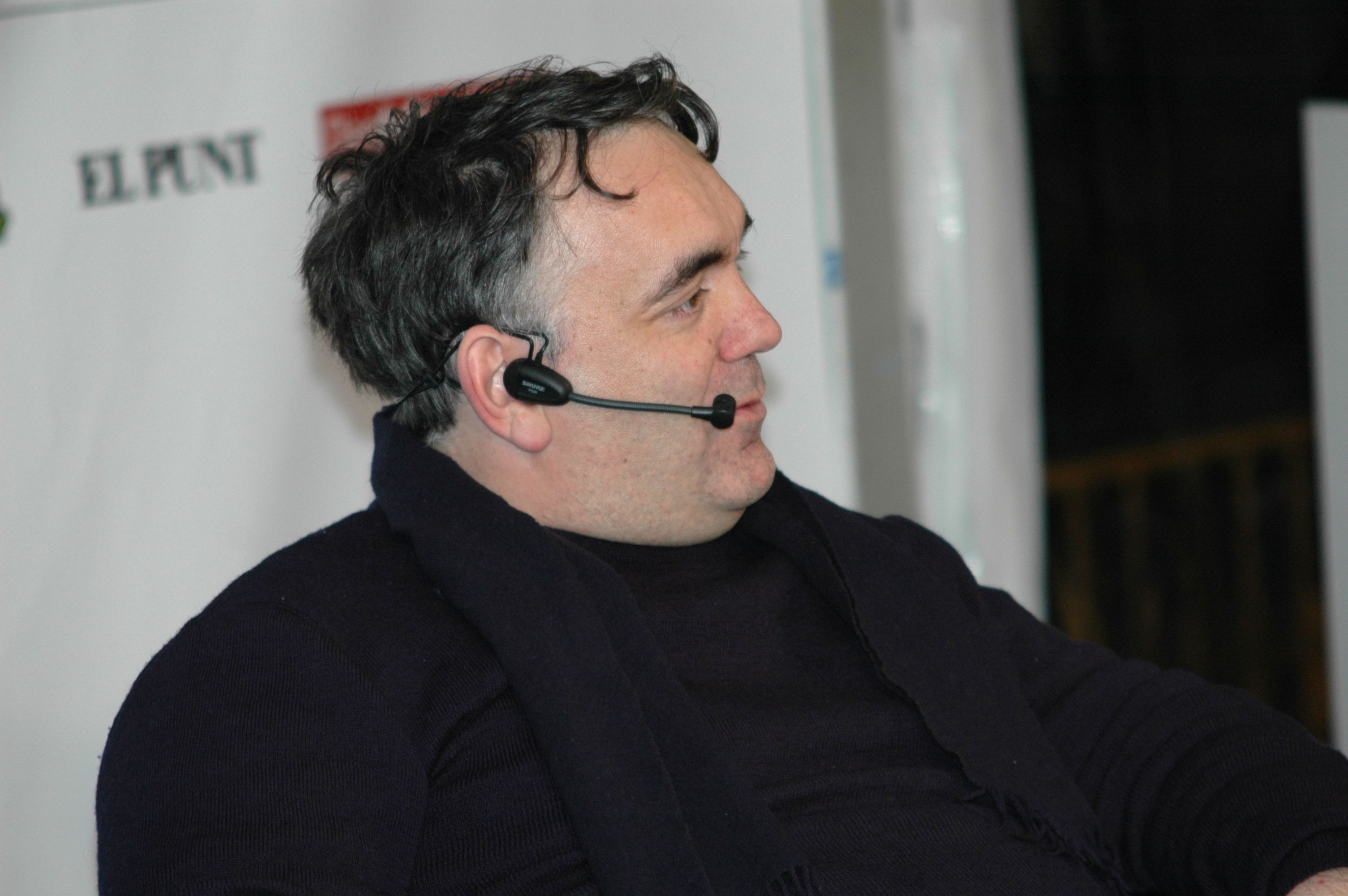
Joan-Daniel Bezsonoff en un coloquio en la Setmana del Llibre en Català en San Cugat del Vallés en 2009

Joan-Daniel Bezsonoff i Montalat (Perpiñán, Pirineos Orientales, Francia, 1963) es un escritor francés en lengua catalana. 
Forma parte de la nueva generación de escritores roselloneses que, a partir de 1990, recogieron la herencia cultural del catalán literario septentrional, primero en pequeñas editoriales locales y luego con editoriales barcelonesas. Su adolescencia y primera juventud transcurrió en Niza, en cuyo Lycée Massena estudió. Ejerció de profesor de literatura francesa y catalana. Tras asistir como alumno, fue profesor también de la Universitat Catalana d'Estiu. Uno de sus primeras obras fue la reedición de Catalanades d'un Tal, del escritor rosellonés Albert Saisset, en la ortografía catalana estándar, antes de destacar como prolífico novelista. Bezsonoff es colaborador de El Periódico de Catalunya', de las revistas El Temps i l'Avenç y de la sección literaria de El País. Fue también miembro del colectivo literario «Emili Xatard», que ha publicado un conjunto de relatos breves titulado Perpinyhard. 

## Obra
- Els ànecs del Mekong en la recopilación de narraciones Perpinyhard, ambientado en Perpiñán a finales de los años 1990.
- Les Rambles de Saigon (1996), ambientada en Saigón durante los últimos años de la Indochina francesa, de cuya desintegración, consumada después de la derrota francesa de Dien Bien Phu (1954), surgieron Vietnam, Laos y Camboya.
- Les lletres d’amor no serveixen de res (1997), localizada en les ciudades argelinas de Orán y de Sibi Bel Abbes, en el momento de l’evacuación de los franceses en 1962.
- La revolta dels geperuts (1998), situada en Narbona en tiempos de la revuelta de los viticultores del Languedoc, en 1907.
- Les dones de paper (2001) es una reflexión que hace el autor sobre sus relaciones con las mujeres.
- La presonera d’Alger (2002), una sorprendente historia de amor situada en Argelia en tiempos de la guerra de liberación contra el colonialismo francés (1954-1962).
- La Guerra dels Cornuts (2004), que tiene como protagonistas a los voluntarios catalanes que se allistaron en el ejército francés durante la Primera Guerra Mundial (1914-1918) ganó el Premio Casero 2003 y el Premio Mediterranée Roussillon el 2004. Este libro ha sido traducido al francés con el título La guerre des cocus.
- Les amnèsies de Déu (2005 ) ambientada en Pirineos Orientales y Béziers durante la Segunda Guerra Mundial, obra ganadora del Premio Joan Crexells 2005 y del Premio Salambó en lengua catalana del mismo año, así como el tercer premio de novela Maria-Àngels Anglada.
- Els taxistes del tsar (2007) es una crónica sobre su abuelo ruso así como una reflexión sobre su relación con las culturas catalana y rusa. ISBN 978-84-9787-222-5 libro traducido al castellano  Los taxistas del zar, Barril & Barral, Barcelona, 2011
- Una educació francesa (2009). ISBN 978-84-88839-32-9
- Un país de butxaca (2010), donde explora su identidad catalana.
- La melancolia dels oficials (2011) una novela ambientada durante la guerra de Argelia.
- Les meues universitats, 2012
- Matar De Gaulle, 2014
- Guia sentimental de Perpinyà, 2015 (ISBN 978-84-9809-2986-1)
- La ballarina de Berlín (2017) ISBN 978-84-16367-92-4
- El fill del coronel, (2017) ISBN 978-84-16853-10-6

## Diccionarios
- Diccionari occità provençal - català , Barcelone, Llibres de l'Index, 2015 (ISBN 9788494414404)